# Joegoslaven

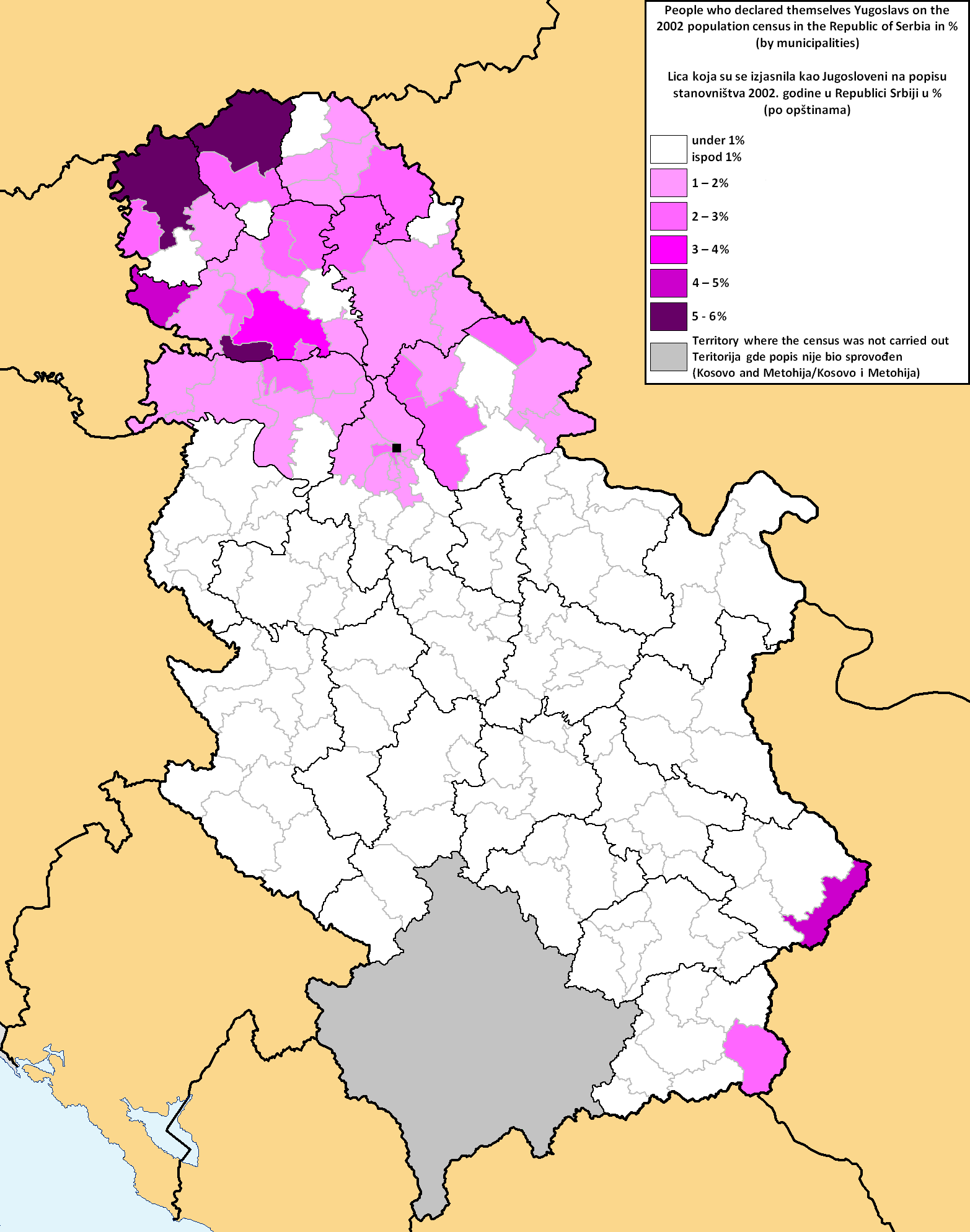
aandeel Joegoslaven bij de volkstelling van 2002 in Servië

De Joegoslaven (Servo-Kroatisch/Bosnisch: Југославени, Југословени, Jugoslaveni, Jugosloveni, Macedonisch: Југословени, Sloveens: Jugoslovani) zijn een Zuid-Slavisch volk woonachtig in voormalig Joegoslavië. De letterlijke betekenis van Joegoslaven is Zuid-Slaven. De term Joegoslaaf is eerder een politieke indeling dan een etnische indeling, waarmee enerzijds aanhangers van de Joegoslavische staat en anderzijds mensen uit gemengde huwelijken worden aangeduid. Het aantal mensen dat zichzelf als Joegoslaaf zag was bij de laatste volkstellingen relatief gering: bij de volkstelling kon men, als men dat wilde, opgeven wat iemands nationaliteit was, maar dit was niet verplicht. Daarom kloppen de getallen niet precies.
| Deelgebied                             | 1971 | 1981 | 1991 |
| -------------------------------------- | ---- | ---- | ---- |
| Vojvodina                              | 2,4  | 8,2  | 8,4  |
| Bosnië en Herzegovina                  | 1,2  | 7,9  | 5,5  |
| Montenegro                             | 2,0  | 5,3  | 4,2  |
| Servië (zonder Kosovo en de Vojvodina) | 1,4  | 4,8  | 2,5  |
| Kroatië                                | 1,9  | 8,2  | 2,2  |
| Slovenië                               | 0,4  | 1,4  | 0,6  |
| Macedonië                              | 0,2  | 0,7  | -    |
| Kosovo                                 | 0,1  | 0,2  | 0,2  |
| Joegoslavië totaal                     | 1,3  | 5,4  | 3,0  |